# Pittsburg (Teksas)
Pittsburg je grad u američkoj saveznoj državi Teksas. Prema popisu stanovništva iz 2010. u njemu je živjelo 4.497 stanovnika.

## Vanjske poveznice
|  | Zajednički poslužitelj ima još gradiva o temi Pittsburg (Teksas) |